# Eleições parlamentares no Quirguistão em 1990
Eleições para o Conselho Supremo foram realizadas na RSS quirguiz em dois turnos: o primeiro foi realizada em 25 de fevereiro de 1990, e o segundo foi realizado em 7 de abril de 1990. Na época das eleições, o único partido na república era o Partido Comunista do Quirguistão (CPQ), uma organização local do Partido Comunista da União Soviética. A maioria dos candidatos a deputados foi nomeada pelos coletivos de trabalhadores ou de funcionários de empresas e organizações estatais. Como resultado das eleições, os comunistas conquistaram cerca de 90% dos assentos; alguns deputados (tanto auto-nomeados quanto membros do CPQ) estavam informalmente associados ao movimento democrático.
| Partido                            | Votos     | %     | Assentos |
| ---------------------------------- | --------- | ----- | -------- |
| Partido Comunista do Quirguistão   |           | 90.0  | 315      |
| Independente                       |           | 10.0  | 35       |
| Total                              | 2,106,040 | 100.0 | 350      |
|                                    |           |       |          |
| Eleitores registrados/participação | 2,290,202 | 91.96 |          |